# Gordy Giovanelli
Gordon Stephen Giovanelli, detto Gordy (Everett, 11 aprile 1925 – Escondido, 21 dicembre 2022), è stato un canottiere statunitense.

## Palmarès

### Olimpiadi
- 1 medaglia:
  - 1 oro (Londra 1948 nel quattro con)